# Келлер, Георг фон
Георг фон Келлер (нем. Georg Ernst Maximilian von Köller; 17 февраля 1823, Ясеник Пруссия — 12 марта 1916, Кантрек Померания) — прусский политический деятель, председатель Палаты представителей Пруссии; старший брат министра внутренних дел Пруссии Эрнста-Маттиаса фон Келлера.

## Биография
Получил образование в Гейдельберском и Берлинском университетах.
С 1850 по 1868 года администратор в городе Доберфаль в Западной Померании.
С 1866 по 1903 год был депутатом в прусской Палате представителей от избирательного округа Шверин 6 (Грайфенберг Западная Померания).
До 1874 года был первым вице-председателем Палаты.
С 1879 по 1897 год председатель Палаты представителей.
Сначала был членом Консервативной партии, затем свободно-консервативной, наконец, вернулся опять к консерваторам.
В 1884 году был назначен членом прусского Государственного совета.
С 1876 по 1906 год председатель Ассамблеи провинции Померания.
Рыцарь ордена «Чёрного орла». Член студенческой ассоциации «Саксо-Боруссия Гейдельберг».